# Crema anglesa
La crema anglesa (del francès crème anglaise) és una elaboració culinària que té com a base l'ou (element lligant) que té una textura líquida o semi-líquida. Es pot aromatitzar amb vainilla, xocolata o Cafè. Es una salsa que s'obté en calent per la coagulació controlada dels rovells d'ou. S'utilitza a la cuina anglesa.
Altres ingredients que es necessiten per elaborar la crema anglesa, són llet, sucre
S'utilitza com a farciment o acompanyament, i en alguns casos com a elaboració principal.

## Origen
El origen de la crema anglesa data de principi del segle xix (1828). Existen varios escrits del cuiner de la familia real anglesa. Després d'una revisió del cuines Escoffier durant la seva estada a Anglaterra, substitueix la fécula i es crea la salsa que avui coeguem com crema anglesa.

## Ingredients i elaboració
Ingredients
- Llet
- Sucre
- Rovells
- Aromatitzants

Elaboració

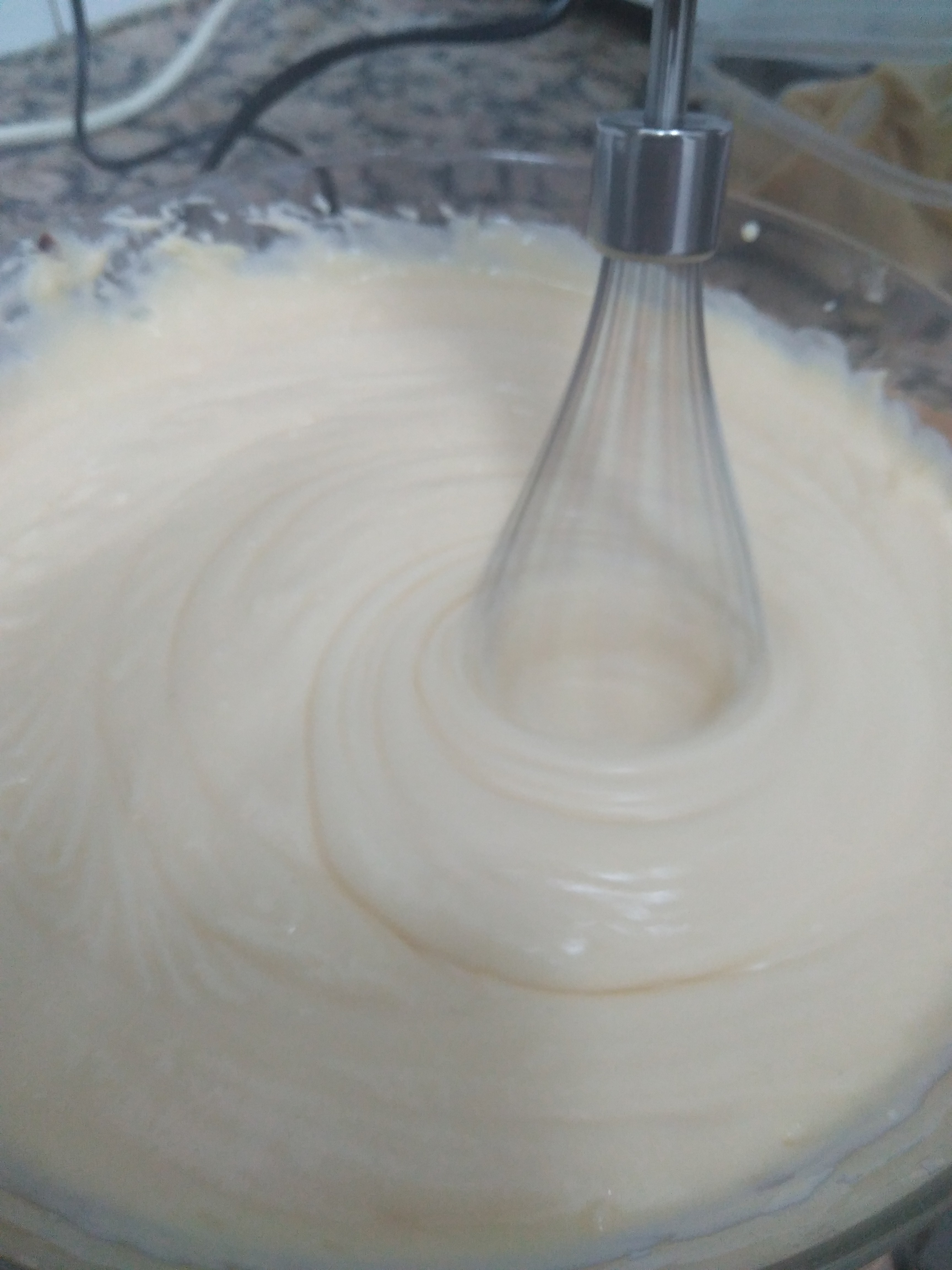
Crema anglesa

1. Bullir la llet juntament amb el sucre i l'aroma (en cas que estigui inclòs en la seva composició)
2. Afegeix la llet calenta sobre els rovells, a poc a poc sense deixar de remoure per mitjà d'unes varetes.
3. Tornar a portar la barreja al foc fins que espesseixi i sense que arrivi als 85 °C (ja que si arribés a bullir a 100 °C, es tallaría separant els seus ingredients. També es tindrà en compte el remoure continuadament la crema durant el període que està en contacte amb el foc, posant especial atenció a les parets i al fons del recipient amb la finalitat que no s'enganxi.
4. Una vegada arribat al punt d'espesor deitjat, retirar del foc i deixar refredar.

## Conservació
Conservar en cambra frigorífica a una temperatura d'entre 2 i 4 °C. Afegir nata substituint una part de llet, fa que es conservi millor pel fet que la part grassa impedeix la cristal·lització de la crema.

## Quantitats
Agafant com a referéncia el pes de la llet, podrem saber la quantitat de la resta d'ingredients:
- 500 ml llet
- 125 g rovells
- 125 g sucre
- 7.5 g vainilla

## Mesura dels paràmetres associats a la textura

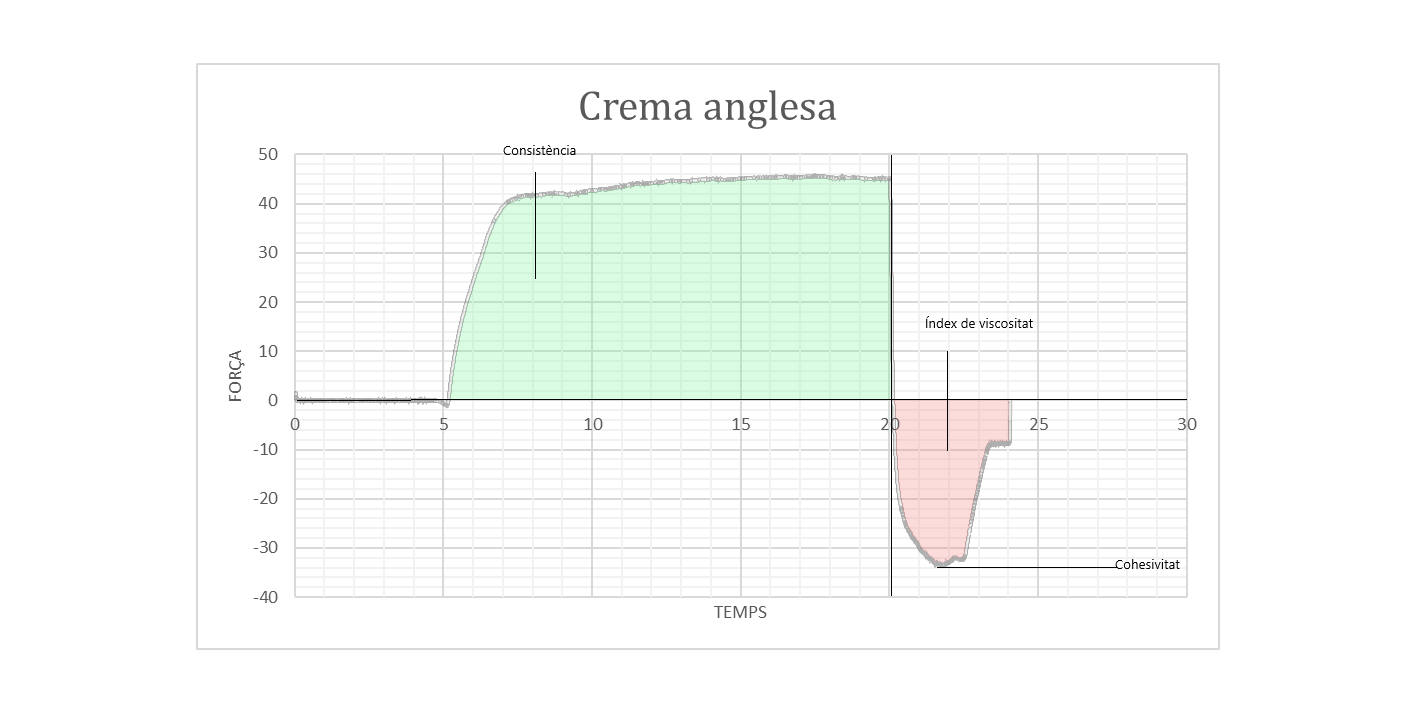
Aquesta és una representació gràfica dels paràmetres associats a la textura.

A continuació, calcularem els paràmetres físics de la crema anglesa a partir de les fórmules preestablertes:
- Fermesa = 45,759 g
- Consistència = 620,877 g/s
- Cohesivitat = -33,58g
- Índex de viscositat = -91,551

## Textura
Aquesta elaboració culinària té un seguit de característiques que la diferencien d'altres dolços fets a base d'ou.
Podem definir la seva textura com a:
- Persistent: aquest terme fa referència al temps en què es queda la sensació en boca de la textura de la crema anglesa, después d'haver-la ingerit.
- Consistent: considerem que té una consistència elevada, tot i que aquesta característica depèn de diversos factors, com per exemple la quantitat que se li fiqui de cada ingredient, ja que existeixen nombroses receptes diferents.
- Cremosa: es caracteritza per una textura cremosa, sempre que es segueixi un bon mètode d'elaboració.
- Espessa: normalment té una consistència espessa, tot i com hem dit anteriorment, depèn d'altres factors.
- Untuosa: apuesta característica li és deguda a l'acció del greix del rovell de l'ou i de la nata de la llet, i a l'hora a l'acció del sucre al desfer-se.
- Farinosa: que té una textura grumosa o granulosa semblant a la textura de la farina en boca.